# 市政中心 (曼哈頓)

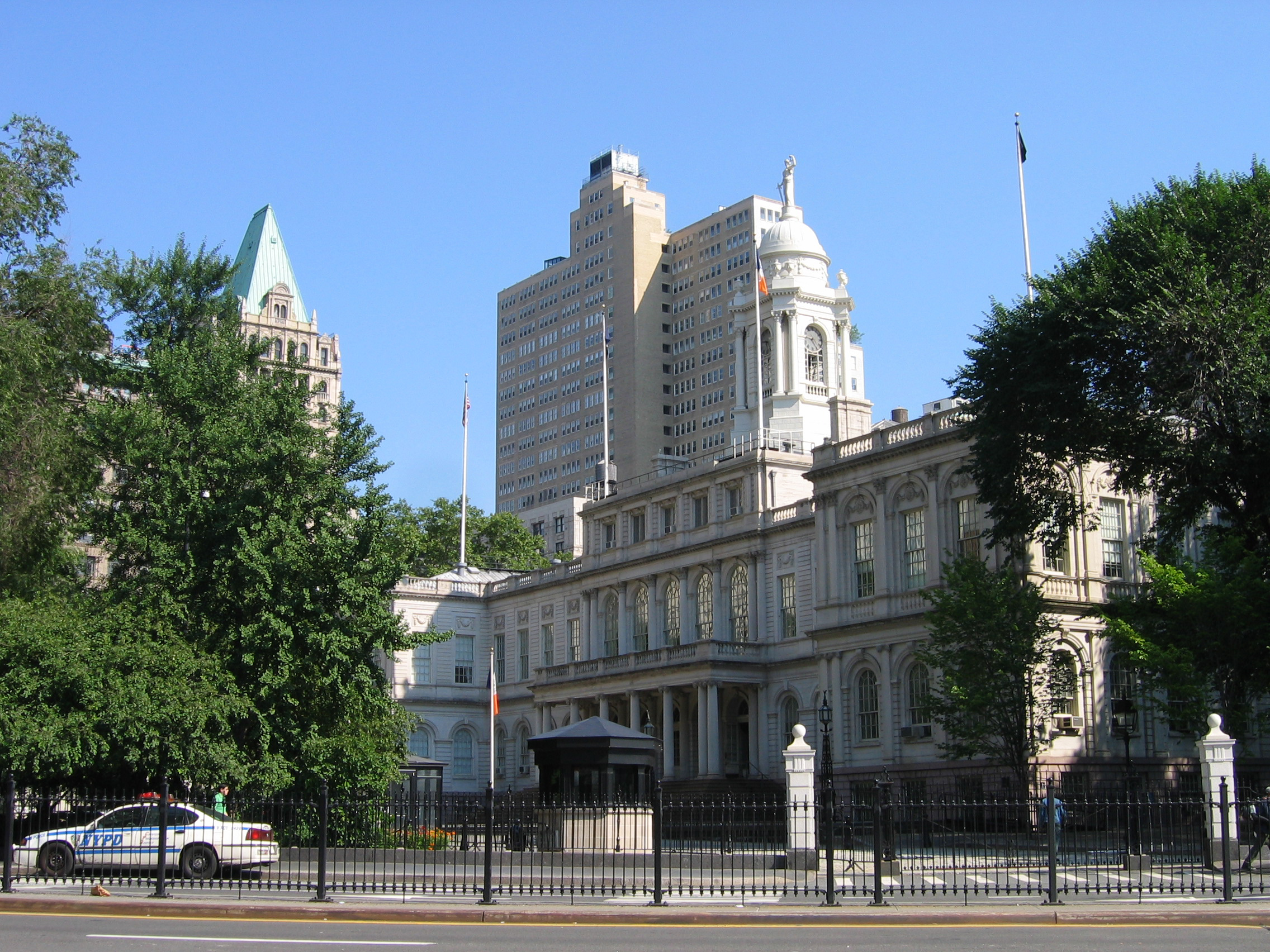
紐約市政廳

40°42′46″N 74°00′21″W / 40.71278°N 74.00583°W
市政中心（英語：Civic Center）是紐約市下曼哈頓的一個地區，包括紐約市政廳、紐約警察總部、弗利廣場及其附近地區。其西側隔百老匯是翠貝卡，北側隔窩夫街是唐人街，東側是東河，南側是曼哈頓金融區。該地區在19世紀中期後開始得到大規模開發。儘管這一地區大多數建築是政府建築，但也有一些工業、娛樂和物流活動，並且也有博物館和住宅樓。市政中心地區約有20000人居住。